# 댁의 딸, 우리 아들
《댁의 딸, 우리 아들》은 1997년 1월 1일 신년 특집 성향으로 방영된 한국방송공사 1TV 특집드라마 작품이다.

## 기획 의도
시한부 시집살이를 하는 신세대 주부의 좌충우돌을 통해 대가족과 핵가족의 장단점과 가족 사랑의 진정한 의미를 되새긴다.

## 줄거리
신세대 부부인 효섭과 지나는 결혼을 하면 무조건 3년 간 시집살이를 시킨다는 원칙을 갖고 있는 시부모의 뜻에 따라 철물점을 경영하는 시부모와 치매에 걸린 시할아버지를 모시고 살고 있다. 결혼 1주년 기념일인데 시부모와 함께 외식을 하는데 불만이 쌓인다. 그날 밤 맏며느리 지나가 술에 취해 시집살이에 대한 불만을 토로하는 통에 한바탕 소동이 벌어진다. 이런 우여곡절 끝에 결국 분가를 하게 되고, 시부모는 애끓고도 서운한 마음을 다시금 누르고 아들네 집을 들여다보지만 정작 며느리는 오히려 귀찮아하는 눈치가 역력하다.

## 제작진
- 극본 : 양근승, 정경애
- 연출 : 김영진, 최길규

## 등장 인물
- 김규철 : 효섭 역
- 윤유선 : 지나 역
- 정욱 : 지나의 아버지 역
- 정영숙 : 지나의 어머니 역
- 주현 : 강필만 역 - 효섭의 아버지
- 김윤경 : 효섭의 어머니 역
- 윤다훈